# Sovrani longobardi

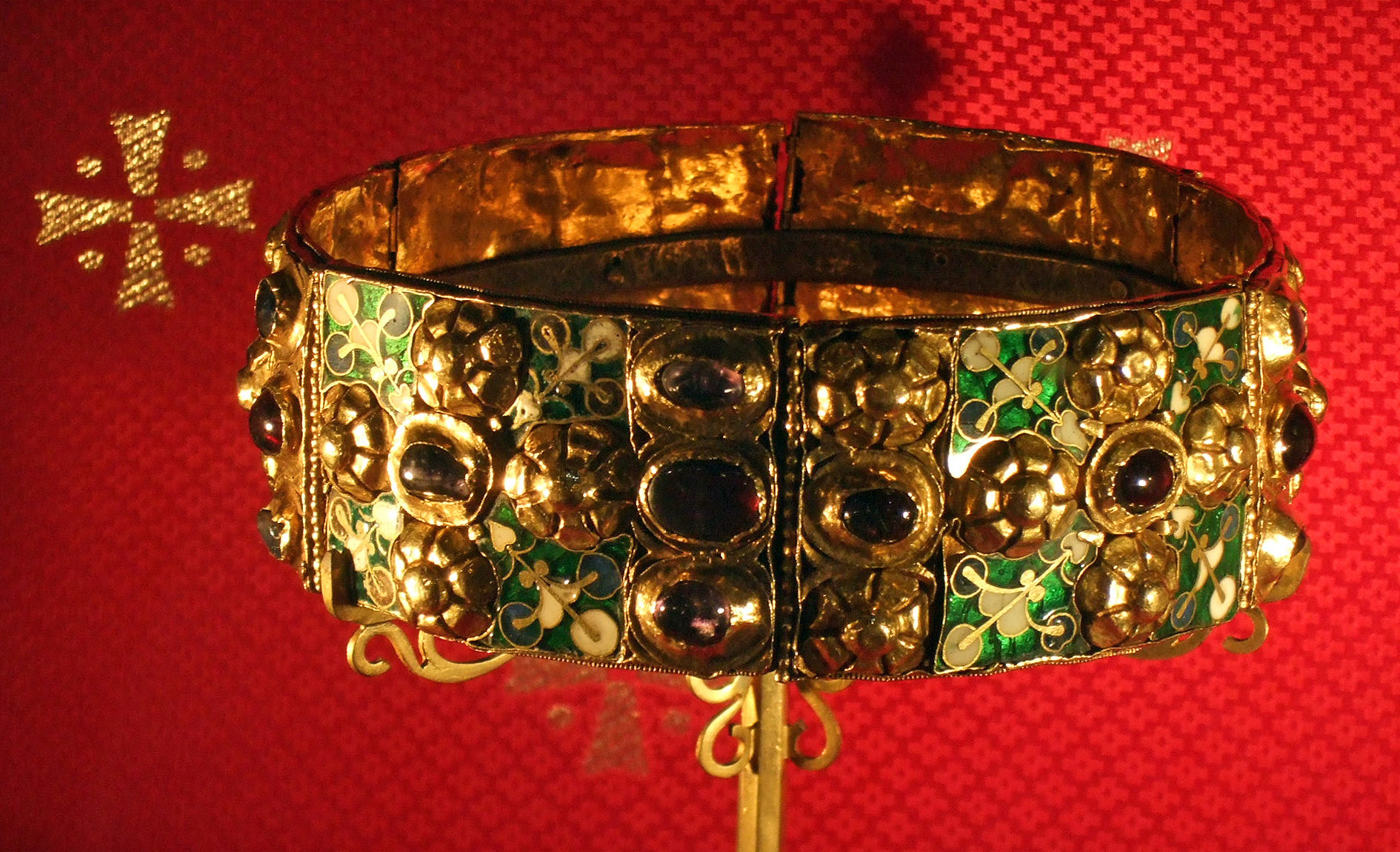
La corona ferrea

Questa pagina contiene un elenco dei sovrani dei Longobardi dalle origini fino alla conquista del Regno longobardo da parte di Carlo Magno nel 774.
Il loro titolo in latino era Rex Langobardorum oppure Rex gentis Langobardorum. Con Alboino, nel 568-569, i Longobardi diedero inizio alla conquista dell'Italia, che tuttavia non avevano completato nemmeno nell'VIII secolo, il momento di massima espansione del regno. Nondimeno Agilulfo, re dal 591 al 616, si fregiò del titolo di re d'Italia (Rex totius Italiae), e fu costante lo sforzo dei sovrani longobardi (in particolar modo di Grimoaldo e Liutprando) di tradurre in realtà tale rivendicazione e di estendere effettivamente il loro dominio all'intera penisola.

## Prima della venuta in Italia
| Nome                              | Dinastia | Regno                          | Regno                          | Matrimoni | Note                                                 |
| Nome                              | Dinastia | Inizio                         | Fine                           | Matrimoni | Note                                                 |
| --------------------------------- | -------- | ------------------------------ | ------------------------------ | --- | ---------------------------------------------------- |
| Ibor e Aio                        | -        | IV secolo (?)                  | IV secolo (?)                  | ? | Sovrani mitici (come duces); figli di Gambara        |
| Agilmondo (... – ...)             | Guginghi | fine IV secolo-inizio V secolo | fine IV secolo-inizio V secolo | ? | Primo sovrano storico; indicato come figlio di Aio   |
| Lamissone (... – ...)             | -        | inizio V secolo                | inizio V secolo                | ? | -                                                    |
| Leti (... – ...)                  | Letingi  | V secolo                       | V secolo                       | ? | -                                                    |
| Ildeoc (... – ...)                | Letingi  | seconda metà V secolo          | seconda metà V secolo          | ? | Figlio di Leti                                       |
| Godeoc (... – post 488)           | Letingi  | seconda metà V secolo          | seconda metà V secolo          | ? | -                                                    |
| Claffone (... – ante 500)         | Letingi  | fine V secolo                  | fine V secolo                  | ? | Figlio di Godeoc                                     |
| Tatone (... – post 510)           | Letingi  | 500                            | 510                            | ? | Figlio di Claffone; fu deposto da Vacone             |
| Vacone (... – 540 circa)          | Letingi  | 510                            | 540                            | (1) Ranicunda dei Turingi nessun figlio (2) Austrigusa dei Gepidi due figlie (3) Silinga degli Eruli un figlio | Nipote di Tatone                                     |
| Valtari (... – 547)               | Letingi  | 540                            | 547                            | - | Figlio di Vacone, regnò sotto la reggenza di Audoino |
| Audoino (... – 560 ca.)           | Gausi    | 547                            | 560                            | Rodelinda dei Turingi almeno un figlio                                                                         | -                                                    |
| Alboino (530 ca. – 28 giugno 572) | Gausi    | 560                            | estate-autunno 569             | (1) Clodosvinta dei Franchi una figlia (2) Rosmunda dei Gepidi nessun figlio                                   | Figlio di Audoino e Rodelinda                        |

## Dopo la venuta in Italia
| Nome                                              | Dinastia            | Regno              | Regno           | Matrimoni | Note |
| Nome                                              | Dinastia            | Inizio             | Fine            | Matrimoni | Note |
| ------------------------------------------------- | ------------------- | ------------------ | --------------- | --- | --- |
| Alboino (530 ca. – 28 giugno 572)                 | Gausi               | estate-autunno 569 | 28 giugno 572   | (1) Clodosvinta dei Franchi una figlia (2) Rosmunda dei Gepidi nessun figlio                                                                                      | Fu ucciso in una congiura ordita dalla moglie Rosmunda                                                                                                  |
| Clefi (... – 574)                                 | Beleos              | metà 572           | inizio 574      | Masane almeno un figlio e due figlie | Fu sgozzato da una guardia del corpo |
| 574 - 584: Periodo dei Duchi, detto dell'Anarchia |                     |                    |                 | | |
| Autari (... – 5 settembre 590)                    | Beleos              | 584                | 5 settembre 590 | Teodolinda dei Bavari probabilmente nessun figlio | Figlio di Clefi; fu il primo sovrano longobardo che si attribuì il titolo di Flavio; fu avvelenato oppure morì di malattia                              |
| Agilulfo (... – 616)                              | Anawas              | maggio 591         | 616             | Teodolinda dei Bavari un figlio e una figlia | Duca di Torino |
| Adaloaldo (602/603 – 626)                         | Bavarese            | 616                | 626             | ? | Figlio di Agilulfo e Teodolinda; fu associato al trono nel 604; primo Re Cattolico; forse fu avvelenato                                                 |
| Arioaldo (... – 636)                              | Caupu               | 625/6              | 636             | Gundeperga nessun figlio | Ariano, sposato con la figlia di Teodolinda, si rivoltò al cognato Adaloaldo                                                                            |
| 636: interregno di Gundeperga (dieci mesi)        |                     |                    |                 | | |
| Rotari (636 ca. – 652)                            | Arodingi            | 636                | 652             | Gundeperga almeno un figlio | Duca di Brescia, ariano |
| Rodoaldo (... – 653)                              | Arodingi            | 652                | 653             | ? | Figlio di Rotari e Gundeperga, ariano; fu assassinato                                                                                                   |
| Ariperto I (... – 661)                            | Bavarese            | 653                | 661             | Nome sconosciuto due figli e una figlia | Cattolico, figlio del duca di Asti Gundoaldo, il fratello di Teodolinda; divise il regno tra i suoi due figli                                           |
| Pertarito (645 ca. – 688)                         | Bavarese            | 661                | 662             | Rodelinda un figlio e una figlia | Figlio di Ariperto; si insediò a Milano |
| Godeperto (645 ca. – 662)                         | Bavarese            | 661                | 662             | Nome sconosciuto almeno un figlio | Figlio di Ariperto; si insediò a Pavia |
| Grimoaldo (600 ca. – 671)                         | Gausi               | 662                | 671             | (1) Itta almeno un figlio (2) Sorella di Pertarito e Godeperto un figlio                                                                                          | Duca di Benevento, ariano, uccise Godeperto e occupò il trono, mentre Pertarito andò in esilio                                                          |
| Garibaldo (665 ca. – ...)                         | Gausi               | 671                | 671             | - | Figlio di Grimoaldo e della sorella di Pertarito e Godeperto                                                                                            |
| Pertarito (645 ca. – 688)                         | Bavarese            | 671                | 688             | Rodelinda un figlio e una figlia | Ritornato sul trono |
| 688 - 689: usurpazione di Alachis                 |                     |                    |                 | | |
| Cuniperto (660 ca. – 700)                         | Bavarese            | 688                | 700             | Ermelinda del Kent un figlio | Figlio di Pertarito, che lo associò al trono nel 680 |
| Liutperto (... – 702)                             | Bavarese            | 700                | 701             | - | Figlio di Cuniperto; fu deposto da Ragimperto |
| Ragimperto (ante 662 – 701)                       | Bavarese            | 701                | fine 701        | Nome sconosciuto almeno due figli | Duca di Torino, figlio di Godeperto |
| Liutperto (... – 702)                             | Bavarese            | 702                | 702             | - | Fu riportato sul trono dal suo tutore Ansprando e dal suo alleato Rotarit, poco dopo la morte di Ragimperto                                             |
| 702: Rotarit antiré                               |                     |                    |                 | | |
| Ariperto II (... – marzo 712)                     | Bavarese            | 702                | marzo 712       | Nome sconosciuto almeno un figlio | Figlio di Ragimperto, che lo aveva associato al trono; fece uccidere il suo predecessore; morì mentre fuggiva, dopo essere stato sconfitto da Ansprando |
| Ansprando (657 ca. – luglio 712)                  | di Ansprando        | marzo 712          | luglio 712      | Teodorada due figli e due figlie | Duca di Asti, già reggente e tutore di Liutperto |
| Liutprando (690 ca. – gennaio 744)                | di Ansprando        | luglio 712         | gennaio 744     | Guntrude una figlia | Figlio minore di Ansprando, che lo associò al trono |
| Ildebrando (... – post 744)                       | di Ansprando        | gennaio 744        | agosto 744      | ? | Figlio di Sigiprando, fratello di Liutprando; nel 737 fu associato al trono per iniziativa della nobiltà; fu deposto dai duchi                          |
| Rachis (... – post 757)                           | di Rachis e Astolfo | agosto 744         | luglio 749      | Tassia almeno due figli e una figlia | Duca del Friuli; fu deposto dai duchi e si ritirò a Montecassino con i figli                                                                            |
| Astolfo (... – dicembre 756)                      | di Rachis e Astolfo | luglio 749         | dicembre 756    | ? | Fratello di Rachis |
| Rachis (... – post 757)                           | di Rachis e Astolfo | dicembre 756       | marzo 757       | Tassia almeno due figli e una figlia | Tentò di riprendere il trono dopo la morte di Astolfo, ma fu contrastato da Desiderio                                                                   |
| Desiderio (... – post 774)                        | di Desiderio        | marzo 757          | giugno 774      | Ansa un figlio e quattro figlie | Duca di Tuscia; fu deposto da Carlo Magno |
| Adelchi (... – post 788)                          | di Desiderio        | 759                | giugno 774      | ? | Associato al trono dal padre; fu deposto da Carlo Magno                                                                                                 |
| Conquista franca del Regno longobardo (773-774)   |                     |                    |                 | | |
| Carlo (2 aprile 742 – 28 gennaio 814)             | Carolingi           | giugno 774         | 28 gennaio 814  | (1) Imiltrude un figlio e una figlia (2) Desiderata nessun figlio (3) Ildegarda quattro figli e cinque figlie (4) Fastrada due figlie (5) Liutgarda nessun figlio | Re dei franchi dal 768, conquistò il regno dei Longobardi nel 773-774                                                                                   |
| Pipino (aprile 773 – 8 luglio 810)                | Carolingi           | 15 aprile 781      | 8 luglio 810    | ? | Associato al trono dal padre |
| Bernardo (797 – 17 agosto 818)                    | Carolingi           | 8 luglio 810       | primavera 818   | Cunegonda di Laon un figlio | Deposto dallo zio Ludovico il Pio a seguito dell'Ordinatio Imperii del luglio 817                                                                       |

A partire dall'818 il titolo di re dei Longobardi, assunto da Lotario I e dai suoi successori, fu progressivamente soppiantato da quello di re d'Italia.

## Sceafa
Nel poema anglosassone Widsith si fa menzione di un certo Sceafa Longbeardum ("Sceafa dei Longobardi"), attribuendogli il titolo di re longobardo. Tuttavia Sceafa non figura da nessuna parte nelle fonti e nei miti longobardi, che risalgono indietro nel tempo soltanto fino a Ibor e Aio. Il Widsith risale al IX secolo, mentre l'Origo Gentis Langobardorum data almeno all'anno 600, dunque è una fonte più antica e certamente più originale. Sceafa insomma potrebbe essere soltanto il frutto dell'invenzione dell'anonimo poeta anglosassone, che nell'elencare il nome di popoli e dei loro re assegnò Sceafa ai Longobardi.